# Dżaga
Dżaga – singel polskiej grupy muzycznej Virgin, wydany w 2004 nakładem wydawnictwa muzycznego Universal Music Polska. Singel został wydany w celach promujących drugi album studyjny zespołu Bimbo.
Tekst do utworu napisała Doda, zaś muzykę skomponował Tomasz Lubert.
Sam tytuł utworu, „Dżaga”, to słowo wykorzystywane w młodzieżowym slangu w celu podkreślenia seksowności kobiety.
Do utworu powstały dwie wersje teledysku. Nieocenzurowana wersja dostępna jest wyłącznie na albumie. W wideoklipie wokalistka wciela się w kilka ról, między innymi w postać pokojówki, a także występuje topless. W teledysku pojawia się ówczesny mąż piosenkarki – Radosław Majdan. 
Utwór promowany był w rozgłośniach radiowych i telewizyjnych na terenie całej Polski, dotarł ponadto do piątego miejsca listy Top-15 Wietrznego Radia, emitowanego dla Polonii mieszkającej w Stanach Zjednoczonych.
W czerwcu 2004 singel zajął pierwsze miejsce w notowaniu 30 ton – lista, lista przebojów.
Wykonanie utworu znalazło się na koncertowym wydawnictwie Dody Fly High Tour – Doda Live (2013).

## Lista utworów
1. „Dżaga” – 4:11[10][11]